# Малое Стромилово
Малое Стромилово — деревня в Волоколамском районе Московской области России. Относится к Теряевскому сельскому поселению, до муниципальной реформы 2006 года относилась к Теряевскому сельскому округу.

## География
Деревня Малое Стромилово расположена примерно в 17 км к северу от города Волоколамска, на левом берегу реки Большой Сестры напротив устья реки Локнаш (бассейн Иваньковского водохранилища). Ближайшие населённые пункты — деревни Большое Стромилово, Харланиха-1 и Харланиха-2.

## Население
| 1852 | 1859 | 1899 | 1926 | 2002 | 2006 |
| ---- | ---- | ---- | ---- | ---- | ---- |
| 65   | ↗83  | ↗140 | ↗145 | ↘13  | ↗265 |
| 2010 |      |      |      |      |      |
| ↘157 |      |      |      |      |      |

## История
В «Списке населённых мест» 1862 года Стромилово малое — казённая деревня 2-го стана Волоколамского уезда Московской губернии по левую сторону Клинского тракта (из Волоколамска), в 17 верстах от уездного города, при колодцах, безымянных ручьях и прудах, с 12 дворами и 83 жителями (33 мужчины, 50 женщин).
По данным на 1890 год входила в состав Буйгородской волости Волоколамского уезда, число душ мужского пола составляло 28 человек.
В 1913 году — 21 двор.
По материалам Всесоюзной переписи населения 1926 года — деревня Б. Стромиловского сельсовета Буйгородской волости, проживало 145 жителей (68 мужчин, 77 женщин), насчитывалось 23 крестьянских хозяйства.
С 1929 года — населённый пункт в составе Волоколамского района Московской области.